# قناع زورو (فلم)
قناع زورو، (بالإنجليزية: The Mask of Zorro)
فيلم من أفلام الأكشن الأمريكية من إنتاج عام 1998 من إخراج مارتن كامبيل وبطولة أنطونيو باندرياس وأنتوني هوبكنز وكاثرين زيتا جونز وستيوارت ويلسون. شخصيو زورو ابتكرها جونستون مكولي. وزورو الأصلي (هوبكنز) يهرب من السجن للعثور علي ابنته (كاثرين زيتا) ولكي ينتقم لموت زوجته من الحاكم الفاسد (ويلسون). ويساعده حليفه (بانديراس ) في الانتقام.

## حبكة الفيلم
في عام 1821، يحارب دون دييغو دي لافيغا (أنتوني هوبكنز) كزورو في معارك النبلاء الأسبان ضد أسبانيا في حرب الاستقلال المكسيكية، وهو المُدافع الغامض الذي يدافع عن الفلاحين المكسيكيين والعوام من لاس كاليفورنيس. دون رافائيل مونتيرو هو حاكم فاسد وقاسي، يعلم بهوية دون دييغو الخفية ويذهب لاعتقاله بمزله، وقتل أحد جنوده زوجة دون دييغو اسبيرانزا (جوليتا روزن) عن طريق الخطأ؛ حيث كان يحاول إصابة دون دييغو ودافعت عنه زوجته. سُجن دون دييغو دي لافيجا وخُطفت ابنته إيلينا من قبل دون رافائيل مونتيرو الذي يقوم بتربيتها كأبنته ويغادر بها إلي إسبانيا.
بعد عشرون عاماً يعود دون رافائيل من المنفي بأسبانيا مع ابنته، التي أصبحت شابة جميلة يافعة. ينوي دون رافائيل تحويل كاليفورنيا إلي جمهورية مستقلة. ويوقظ ظهوره محاولة دون دييغو للانتقام الذي أمضي عقدين من الزمن في السجن يخفي هويته الحقيقية. حيث يذهب دون رافائيل للسجن للبحث عن زورو القديم ولكن لم يستطع التعرف عليه ويعتقد أنه توفي، ويهرب دون دييغو لافيغا من السجن. ويتعرف دون دييغو علي لص مطلوب للعدالة يُدعي أليخاندرو موريتا (أنطونيو بانديراس) (كان قد قابل زورو منذ 20 عاماً هو وشقيقه، وساعدا زورو أثناء الثورة وأعطاهم زورو ميدالية فضة كمكافأة لهم). قتل الكابتن هاريسون شقيق أليخاندرو وكان أليخاندرو يريد الانتقام منه وقتله ولكن دون دييغو منعه مُعللاً انه غير مدرب ولا يصلح ويجب تدريبه. وأوضخح دون دييغو لأليخاندرو انه يريد الانتقام من دون رافائيل.
يسرق أليخاندرو حصان يشبه تورنيدو حصان زورو القديم، ويترك علامة زورو في المكان. يرفض دون دييغو هذا الأسلوب مُعللاً أن زورو لم يكن يسرق، وأنه كان خادماً للشعب وليس لصاً. وتحدي دون دييغو أليخاندرو لكسب ثقة دون رافائيل حيث سيلعب أليخاندرو دور شخصية من النبلاء الأسبان دون أليخاندرو ديل كاستيلو غارسيا، وتنكر دون دييغو في زي خادمه برنارد في حفلة يقيمها دون رافائيل؛ حيث يجب علي أليخاندرو كسب إعجاب إيلينا ووالدها لكي يدعوه رافائيل إلي اجتماعاته السرية؛ حيث يلمح مونتيرو إلي خطة لإستعادة كاليفورنيا من خلال شرائها من الجنرال أنطونيو لوبيز دي سانتا أنا الذي يحتاج المال لتمويل الحرب المكسيكية الأمريكية.
اصطحب دون رافائيل النبلاء وأليخاندرو معه إلي منجم ذهب معروف باسم إل دورادو ؛ حيث يساق فيه الفلاحين والعمال لأعمال السخرة. وكانت الخطة بشراء كاليفورنيا من سانت آنا بالذهب المستخرج من أراضي سانت آنا نفسه. ويستخدم دي لافيغا هذه الفرصة للتقرب من إلينا ابنته، فهو لايزال متنكر في زي برناردو، وذلك بعد أن أخبرها مونتيرو أن والدتها توفت عند ولادتها. أرسل لافيغا أليخاندرو متنكراً في زورو؛ لكي يسرق الخريطة التي تشرح الطريق إلي منجم الذهب: حيث بارز مونتيرو وحراسه. عندما هرب أليخاندرو حاولت إيلينا استرداد الخريطة منه. وتقاتله بسيف، لكنه يستخدم سيفه لتجريدها من ملابسها وإغوائها، ويقبلها قبل أن يهرب.
وخوفاً من أن يكتشف سانت آنا موضوع المنجم وانه ملك له، قرر مونتيرو تفجير المنجم بالعاملين فيه بعدما حصل علي كمية الذهب التي يريدها. طلب لافيغا من أليخاندرو تحرير العاملين في الوقت الذي سيقوم فيه دون دييغو بكشف نفسه لإيلينا وموتيرو لكي يستعيد ابنته. تم القبض عليه ولكن إيرينا تتأكد من انه والدها من خلال مربية لها قابلتها في السوق وأخبرتها بنوع الورد التي كانت أمها تقوم بتعلييفه حول رأسها. أخبرها دون دييغو باسم الورد وتأكدت إيلينا من أنه والدها بالفعل.
تقوم إيلينا بتهريب دون دييغو وتذهب به إلي المنجم لتحرير العاملين ومساعدة أليخاندرو في العمل. في النهاية بعد مبارزة بين كل أبطال الفيلم بالمنجم: قتل أليخاندرو الكابتن وانتقم لأخيه، وقتل دون دييغو دون رفائيل مونتيرو وانتق لنفسه ولمقتل زوجته، وقامت إيلينا بتحرير كل العاملين بمساعدة أليخاندرو. وكل هذا قبل الانفجار. ويموت دون دييغو ويتزوج أليخاندرو بإيلينا وينجب ولدا.

## شخصيات الفيلم
| الشخصية               | الممثل/الممثلة   |
| --------------------- | ---------------- |
| أليخاندرو مورييتا     | أنطونيو بانديراس |
| دون دييغو دي لافيغا   | أنتوني هوبكنز    |
| إلينا مونتيرو         | كاثرين زيتا جونز |
| دون رافاييل مونتيرو   | ستيوارت ويلسون   |
| كابتن هاريسون لاف     | مات ليتشر        |
| دون لويز              | توني أميندولا    |
| دون بيدرو             | بيدرو أرمينداريز |
| الأب فيليب            | وليام ماركيز     |
| العريف أرماندو جارسيا | جوزيه بيريز      |

## وصلات خارجية
- قناع زورو على موقع IMDb (الإنجليزية)
- قناع زورو على موقع ميتاكريتيك (الإنجليزية)
- قناع زورو على موقع الموسوعة البريطانية (الإنجليزية)
- قناع زورو على موقع روتن توميتوز (الإنجليزية)
- قناع زورو على موقع نتفليكس (الإنجليزية)
- قناع زورو على موقع قاعدة بيانات الأفلام العربية
- قناع زورو على موقع ألو سيني (الفرنسية)
- قناع زورو على موقع Turner Classic Movies (الإنجليزية)
- قناع زورو على موقع أول موفي (الإنجليزية)
- قناع زورو على موقع بوكس أوفيس موجو (الإنجليزية)

1. 1 2  وصلة مرجع: http://www.imdb.com/title/tt0120746/. الوصول: 8 أبريل 2016.
2. 1 2  وصلة مرجع: http://www.metacritic.com/movie/the-mask-of-zorro. الوصول: 8 أبريل 2016.
3. ↑  وصلة مرجع: http://www.allocine.fr/film/fichefilm_gen_cfilm=18524.html. الوصول: 8 أبريل 2016.
4. ↑  وصلة مرجع: https://www.filmaffinity.com/en/film187158.html. الوصول: 8 أبريل 2016.
5. ↑  وصلة مرجع: https://www.europeanfilmacademy.org/European-Film-Awards-Winners-1998.75.0.html. مسار الأرشيف: https://web.archive.org/web/20191009193802/https://www.europeanfilmacademy.org/European-Film-Awards-Winners-1998.75.0.html. الوصول: 13 ديسمبر 2019.
6. ↑  وصلة مرجع: http://stopklatka.pl/film/maska-zorro. الوصول: 8 أبريل 2016.
7. 1 2 3  وصلة مرجع: https://www.europeanfilmawards.eu/en_EN/film/the-mask-of-zorro.5488. مسار الأرشيف: https://web.archive.org/web/20200607165620/https://www.europeanfilmawards.eu/en_EN/film/the-mask-of-zorro.5488. الوصول: 7 يونيو 2020.